# Halyomorpha
Halyomorpha este un gen de insecte din familia Pentatomidae.

## Specii
Speciile din acest gen sunt:
- Halyomorpha angusticeps Bergroth, 1914
- Halyomorpha angustisecta Linnavuori, 1982
- Halyomorpha annulicornis Signoret, 1858
- Halyomorpha azhari Ahmad & Zaidi, 1989
- Halyomorpha bimaculata Bergroth, 1892
- Halyomorpha canalana Distant, 1914
- Halyomorpha capneri Leston, 1952
- Halyomorpha carmona Linnavuori, 1982
- Halyomorpha distanti Jeannel, 1913
- Halyomorpha fletcheri Distant, 1918
- Halyomorpha guttula Ellenrieder, 1862
- Halyomorpha halys Stål, 1855
- Halyomorpha hasani Rider & Rolston, 1995
- Halyomorpha illuminata Distant, 1911
- Halyomorpha javanica Hasan, 1993
- Halyomorpha lata Breddin, 1899
- Halyomorpha leopoldi Schouteden, 1903
- Halyomorpha longiceps Breddin, 1900
- Halyomorpha malleata Distant, 1890
- Halyomorpha mayumbeensis Villiers, 1967
- Halyomorpha murrea Distant, 1887
- Halyomorpha ornativentris Breddin, 1900
- Halyomorpha philippina Black, 1968
- Halyomorpha picoides Linnavuori, 1975
- Halyomorpha picticornis Bergroth, 1915
- Halyomorpha picus Fabricius, 1794
- Halyomorpha punctata Cachan, 1952
- Halyomorpha punjabensis Ahmad & Kamaluddin, 1977
- Halyomorpha reflexa Signoret, 1858
- Halyomorpha rugosa Schouteden, 1913
- Halyomorpha schoutedeni Bergroth, 1913
- Halyomorpha scutellata Distant, 1879
- Halyomorpha seyidiensis Jeannel, 1913
- Halyomorpha sinuata Hasan, 1993
- Halyomorpha viridescens Walker, 1867
- Halyomorpha viridinigra Breddin, 1901
- Halyomorpha yasumatsui Abbasi & Ahmad, 1974